# Mazoires
Mazoires är en kommun i departementet Puy-de-Dôme i regionen Auvergne-Rhône-Alpes i centrala Frankrike. Kommunen ligger i kantonen Ardes som tillhör arrondissementet Issoire. År 2022 hade Mazoires 95 invånare.

## Befolkningsutveckling
Antalet invånare i kommunen Mazoires
| Referens: INSEE |